# Црква Светог пророка Илије у Јастрепцу
Црква Светог пророка Илије у Јастрепцу, насељеном месту на територији општине Владичин Хан, православни је храм који припада Епархији врањској Српске православне цркве.
Црква посвећена Светом пророку Илији подигнута је 1935. године, на темељима старе цркве брвнаре.
У звонику се налази звоно, на коме постоји запис да га је приложио краљ Александар Карађорђевић, 1934. године. У цркви се налази иконостас са 15 икона из периода изградња цркве.